# 255598 Paullauterbur
255598 Paullauterbur è un asteroide della fascia principale. Scoperto nel 2006, presenta un'orbita caratterizzata da un semiasse maggiore pari a 2,3677433 UA e da un'eccentricità di 0,2016120, inclinata di 7,41265° rispetto all'eclittica.
L'asteroide è dedicato al chimico statunitense Paul Lauterbur.